# Judeus do Sudão Ocidental

O Império Songai, c. 1500

Judeus do Sudão Ocidental (אַהַל יַהוּדּ בִּלַדּ אַל סוּדָּן) são judeus africanos localizados que habitam o Sudão Ocidental (Bilad el-Sudan), que possuem uma ligação religiosa e cultural com os judeus de Portugal, Espanha, Norte de África e Oriente Médio.
Vários registros históricos apontam a presença de judeus em impérios tribais do norte da África neste período,

## Literatura

### Geral
- Wars of the Jews: A Military History from Biblical to Modern Times, Hipporcrene Books, New York, 1990, by Monroe Rosenthal and Isaac Mozeson
- Jewish Communities in Exotic Places, Jason Aronson Inc., Jerusalem, by Ken Blady
- Jews In Africa: Ancient Black African Relations, Fact Paper 19-II, By Samuel Kurinsky
- Hebrewisms of West Africa: From Nile to Niger With the Jews, The Dial Press, NY, 1931, by Joseph J. Williams
- Jews of a Saharan Oasis: Elimination of the Tamantit Community, Markus Wiener Publishers, Princeton, NJ, 2006, by John Hunwick

### Mali e Songai
- Jews in Africa: Part 1 The Berbers and the Jews, by Sam Timinsky (Hebrew History Federation)
- The Jews of Timbuktu, Washington Jewish Week, December 30, 1999, by Rick Gold
- Les Juifs à Tombouctou, or Jews of Timbuktu, Recueil de sources écrites relatives au commerce juif à Tombouctou au XIXe siècle, Editions Donniya, Bamako, 1999 by Professor Ismael Diadie Haidara

### Cabo Verde e Costa da Guiné
- Jews in Cape Verde and on the Guinea Coast, Paper presented at the University of Massachusetts-Dartmouth, February 11, 1996, by Richard Lobban

### Timbuctu
- «Timbuktu: City of Legends». , Joan Baxtor
- «Les manuscrits trouvés à Tombouctou». , by Jean-Michel Djian

### África do Norte
- «Jews and Berbers» (PDF). , by Dr. Bruce Maddy-Weitzman

### Cabo Verde
- «Jews in Cape Verde and the Guinna Coast». , by Dr. Richard Lobban